# SEIKIN
SEIKIN（セイキン、1987年〈昭和62年〉7月30日 - ）は、日本の男性YouTuber、シンガーソングライター。
新潟県中頸城郡妙高高原町（現：妙高市）出身。UUUM所属。アーティスト活動の際のレーベルはUUUM RECORDS。実弟は同じくYouTuberのHIKAKIN。
作曲家・歌手としても活動を行っており、弟のHIKAKINと共に『YouTubeテーマソング』『雑草』『今』『夢』『光』『FIRE』『コール』『YouTubeテーマソング2』などの楽曲をリリースしている（HIKAKIN & SEIKIN名義）。

## 来歴

### 生い立ちから学生時代まで
1987年7月30日、新潟県中頸城郡妙高高原町（現:新潟県妙高市）に長男として生まれた。
幼い頃は、好きな食べ物であるパンに因んでパン屋に憧れていた。なお、「SeikinTV」として初めてYouTubeにアップロードした動画も「朝はパン Morning is Bread」となっている。
2000年に地元の中学校に進学すると、中学1年生からアカペラのグループに所属する傍ら吹奏楽部にも所属し、トロンボーンを担当していた。
高校では吹奏楽部から一転してスキー部に入部し、スキージャンプ選手としてインターハイでは4位に入賞。弟のHIKAKINは高校時代のSEIKINについて、「僕と違って、テスト前でもないのに毎日1時間くらいなんか、勉強している男だったんですよね。」と自身の動画で述懐している。
高校卒業後は上京し、専修大学文学部に進学。しかし、自分が進みたい道とは異なることに気付き中退。
また、この時期にインターネットでSEIKIN名義で活動を始めた（後にSay-Ya名義に改称）。
その後は自分の道を模索しながら電力会社に就職するも、良い成績を修めたいという思いと、周りからのパワーハラスメントやセクシャルハラスメントなどに耐えきれず退職。
そして、2007年にYouTubeチャンネルを立ち上げ、2012年よりYouTuberとして正式にYouTubeでの活動を開始（詳細は後述）。
HIKAKINと共に2017年にリリースした楽曲『雑草』は、HIKAKINとSEIKINの下積み時代を「荒れた土地でも、ずっと努力していればいつか花が開く」という雑草に見立てて、SEIKIN自身が作詞及び作曲を手掛けたものである（編曲はgalaxias!のメンバーの一員であるTeddyLoid）。

### YouTuberとして
大学生だった2007年にYouTubeチャンネル「SEISANTUBE」を開設し、翌2008年には「develop74」を開設。自身のアカペラカバーやオリジナルソングを投稿していた。

Seikin TVの初期のロゴ

その後、2012年、既にYouTuberとして活躍していた弟のHIKAKINの動画に出演していた頃、HIKAKINに「投稿してみたら?」と言われたことをきっかけに、YouTubeチャンネル「SeikinTV」開設。同年3月2日にSEIKIN自身が作詞作曲・アカペラを手掛けた「朝はパン Morning is Bread」をアップロードしYouTuberとしての門出を飾った。当初は肩書きとして「アカペラミュージシャン」を自称していた。なお、「SEIKIN」という名称は、弟のHIKAKINに相談を持ちかけたときの「俺がHIKAKINだから、SEIKINで良いんじゃない？」という一言で決定した。
2014年12月25日、2年半ほど前から交際していた同い年の一般人女性と入籍・結婚したことを自身の動画で報告した。その2年後の2016年には、アメリカ合衆国のハワイ州で新婚旅行も兼ねた結婚式を行った。夫婦円満の秘訣として「自分より相手の気持ちを先に考えること。」とコメントしている。
2015年には弟のHIKAKINと共に「HIKAKIN & SEIKIN」として1stシングル『YouTubeテーマソング』をリリースし、当時のiTunesアルバム総合ランキングでは初シングルながら2位を記録した。なお同曲は、元々2012年にSEIKINが初期にアップロードしていた「YouTube Theme Song」という動画が原曲で、そこから着想を得たものだった。
同年11月7日には、SEIKINソロで『Just Do It Now』をリリースし、翌年2016年7月30日には同じくソロで『Keep Your Head Up』といったEDM調の楽曲を発表。前者の『Just Do It Now』はiTunes総合アルバムランキング5位、後者の『Keep Your Head Up』はiTunes総合アルバムランキング5位止まりだった。同年に「SeikinTV」のチャンネル登録者数100万人を記念してYouTubeから「金の再生ボタン」が、翌年2017年には「SeikinGames」の「金の再生ボタン」が贈られた。
2017年10月19日、弟のHIKAKINと共に「HIKAKIN & SEIKIN」として2ndシングル「雑草」をリリース。当時のiTunes総合ランキングで1位を獲得し、テレビ朝日の音楽番組『ミュージックステーション』の「MUSIC STATION SUPER LIVE 2017」に出演し披露した。以降、2020年まで4年連続で同番組の年末に行われるミュージックステーションスーパーライブに出演を果たした。
2018年4月12日、妻との間に長男が誕生し、一児の父となったことを自身の動画で報告した。
同年の11月9日､HIKAKINと共に「HIKAKIN & SEIKIN」として3rdシングル「今」をリリース。
2019年12月15日、HIKAKINと共に「HIKAKIN & SEIKIN」として4thシングル「夢」をリリース。
2020年12月24日、HIKAKINと共に「HIKAKIN & SEIKIN」として5thシングル「光」をリリース。
2021年8月20日、HIKAKINと共に「HIKAKIN＆SEIKIN」として6thシングル「FIRE」をリリース。
2024年4月8日、HIKAKINと共に「HIKAKIN＆SEIKIN」として7thシングル「コール」をリリース。
2025年8月14日、HIKAKINと共に「HIKAKIN＆SEIKIN」として8thシングル「YouTubeテーマソング2」をリリース。

## 人物

### 趣味・嗜好
好きな食べ物はラーメンとコーヒー。また、大の車好きでもあり、愛車はレクサス・LS、ランボルギーニ・アヴェンタドールS、トヨタ・アルファード、フェラーリ・F8トリブート、ランボルギーニ・ウルスの5台を所有している。

### 音楽制作
音楽制作も行っており、HIKAKIN & SEIKINの作詞作曲を担当している。使用している音楽制作ソフトはLogic Pro9。小学生の頃から音楽制作をしており、ラジカセでアカペラを録音していた。音楽制作について、「日々出している動画とは違う反応が来た。不安はありましたけど、毎日のおもしろネタとは違う価値がある。本当はもっと音楽を作っていきたい。でも、日々の動画制作との両立はやっぱり大変。せめて1年に1回は作詞作曲から手がけた歌を作りたいって思ってます」と語っている。

## ディスコグラフィ

### シングル
| # | 発売日        | タイトル          | 作詞   | 作曲                  | 編曲                  | 規格                   | 初収録アルバム |
| - | ------------- | ----------------- | ------ | --------------------- | --------------------- | ---------------------- | -------------- |
| 1 | 2015年11月7日 | Just Do It Now    | yocco  | sizuku                | sizuku                | デジタル・ダウンロード | アルバム未収録 |
| 2 | 2016年7月30日 | Keep Your Head Up | SEIKIN | sizuku イバラキアツシ | sizuku イバラキアツシ | デジタル・ダウンロード | アルバム未収録 |

### 参加楽曲
| 発売日         | タイトル                      | 規格                   | 規格品番   | 収録曲                              |
| -------------- | ----------------------------- | ---------------------- | ---------- | ----------------------------------- |
| 2017年11月16日 | UUUMコラボユニット『JOIN US』 | デジタル・ダウンロード | －         | 『JOIN US』                         |
| 2020年5月27日  | ONE PIECE MUUUSIC COVER ALBUM | CD                     | EYCA-12980 | 01. HIKAKIN&SEIKIN 「ウィーアー！」 |

## 受賞歴
- YouTubeチャンネル登録者数10万人突破記念銀の再生ボタン。
- YouTubeチャンネル登録者数100万人突破記念金の再生ボタン。
- UUUMビデオアワード2015最優秀作品賞（HIKAKINと共に）。
- イクメン オブ ザ イヤー2019 イクメン動画クリエイター部門[19]。

## コラボ商品
- 三ツ矢サイダー - SEIKINグッズ。

## 出演

### ミュージックステーションスーパーライブ出演歴
| 年度/放送回               | 回 | 曲目 | 備考               |
| ------------------------- | -- | ---- | ------------------ |
| 2017年（平成29年）/第26回 | 初 | 雑草 | HIKAKINとコラボ    |
| 2018年（平成30年）/第27回 | 2  | 今   | HIKAKINとコラボ(2) |
| 2019年（令和元年）/第28回 | 3  | 夢   | HIKAKINとコラボ(3) |
| 2020年（令和2年）/第29回  | 4  | 光   | HIKAKINとコラボ(4) |

### CM
- ソフトバンク（2018年）[24]
- Nintendo Switch 東京2020オリンピック The Official Video Game
- 2025年日本国際博覧会[25]
  - 「万博からこんにちは　パビリオン」篇
  - 「万博からこんにちは　大屋根リング」篇
  - 「万博からこんにちは　未来の都市」篇

### テレビアニメ
- デジモンユニバース アプリモンスターズ（テレビ東京、2016年） - セイ次朗 役

### 吹き替え
- マインクラフト/ザ・ムービー（2025年） - ウェイター 役[26]

### バラエティ
- run for money 逃走中（フジテレビ、2021年5月5日・2022年1月1日）

### ラジオ
- G-SHOCK presents 『THE MOMENT』（TOKYO FM、2025年1月31日・2月7日）